# Palästina-Pfund
Das Palästina-Pfund (arabisch جنيه فلسطيني, DMG ǧunaih filasṭīnī, hebräisch פוּנְט פַּלֶשְׂתִינָאִי (א״י) fūnṭ palestīnaʾī (A.J.), auch לִירָה (א״י) līrah (A.J.), zum Akronym A.J. siehe unten) war die Währung des Mandatsgebiets Palästina vom 1. November 1927 bis zum 14. Mai 1948 und des Staates Israel zwischen dem 15. Mai 1948 und dem 23. Juni 1952, als es durch das Israelische Pfund ersetzt wurde. Das Palästina-Pfund war auch die Währung von Transjordanien, bis es 1949 durch den Jordanischen Dinar ersetzt wurde, und blieb bis 1950 im Westjordanland von Jordanien in Gebrauch. Im Gazastreifen zirkulierte das Palästina-Pfund bis April 1951, als es durch das Ägyptische Pfund ersetzt wurde.

## Geschichte
Bis 1918 war Palästina ein Teil des Osmanischen Reiches und verwendete daher die instabile osmanische Lira und als Parallelwährung den Franken der Lateinischen Münzunion. In den Jahren 1917 und 1918 wurde Palästina von der britischen Armee besetzt, die dort eine Militärverwaltung aufbaute. Die offizielle Währung war das ägyptische Pfund, das erstmals 1834 in Ägypten eingeführt worden war. Mehrere andere Währungen waren jedoch gesetzliche Zahlungsmittel zu festen Wechselkursen, die strikt durchgesetzt wurden. Nach der Einrichtung einer Zivilverwaltung im Jahr 1921 ordnete der Hochkommissar Herbert Samuel an, dass ab dem 22. Januar 1921 nur noch die ägyptische Währung und der britische Goldsouverän gesetzliches Zahlungsmittel sein sollten.
1926 ernannte der britische Staatssekretär für die Kolonien das Palestine Currency Board, um eine lokale Währung einzuführen. Es hatte seinen Sitz in London und wurde von Percy G. Ezechiel mit einem in Palästina ansässigen Währungsbeauftragten geleitet. Der Vorstand entschied, dass die neue Währung Palästina-Pfund heißen würde, dessen Wert auf das britische Pfund festgelegt und in 1000 Mil aufgeteilt wäre. Die 1-Pfund-Goldmünze würde 123,27447 Gran Standardgold enthalten. Eingeführt wurde es mit der Palästina-Währungsverordnung von 1927, die im Februar 1927 vom König unterzeichnet wurde. Das Palästina-Pfund wurde am 1. November 1927 gesetzliches Zahlungsmittel. Das ägyptische Pfund (zum festen Kurs von 0,975 gegenüber dem palästinensischen Pfund) und der britische Goldsouverän blieben bis zum 1. März 1928 gesetzliches Zahlungsmittel.
Die Palästina-Währungsverordnung schloss Transjordanien ausdrücklich von ihrer Anwendung aus. Trotzdem beschloss die Regierung von Transjordanien, das Palästina-Pfund zur gleichen Zeit wie Palästina zu übernehmen. Das ägyptische Pfund blieb bis 1930 gesetzliches Zahlungsmittel in Transjordanien.
Alle Bezeichnungen auf den Münzen und Scheinen waren dreisprachig in Arabisch, Englisch und Hebräisch. Die hebräische Inschrift enthielt – wie bei anderen Bezeichnungen für Mandatseinrichtungen (z. B. die Bahnen) auch – nach “palestīnaʾī” die zum Akronym A"J (oder anglophon A"Y) verbundenen Initialen Aleph und Jod für Eretz Jisraʾel (Land Israel).

„It so happened that the new Palestinian currency was released, which was a great ordeal. The Palestinian currency which was coined especially for Palestine, and issued both in banknotes and coins, had the phrase “the land of Israel” written on it in Hebrew. Despite this hint, we accepted it, and the Arabs of Palestine dealt in it in what was almost an acknowledgment that Palestine was the land of Israel.“

Das Currency Board wurde im Mai 1948 mit dem Ende des britischen Mandats aufgelöst, das palästinensische Pfund blieb für folgende Übergangszeiten im Umlauf:
- Israel nahm 1952 das israelische Pfund (auch israelische Lira genannt) an. Im August 1948 wurden von der Anglo-Palestine Bank, die der Jewish Agency gehörte und ihren Sitz in London hatte, neue Banknoten ausgegeben.
- Jordanien nahm 1949 den jordanischen Dinar an.
- Im Westjordanland zirkulierte das Palästina-Pfund bis 1950, als das Westjordanland von Jordanien annektiert wurde und der jordanische Dinar dort gesetzliches Zahlungsmittel wurde. Der jordanische Dinar ist neben dem israelischen Schekel immer noch gesetzliches Zahlungsmittel im Westjordanland.
- Im Gazastreifen zirkulierte das Palästina-Pfund bis April 1951, als es drei Jahre nach der Übernahme der Kontrolle über das Territorium durch die ägyptische Armee durch das ägyptische Pfund ersetzt wurde.

## Münzen
Im Jahr 1927 wurden Münzen in Stückelungen von 1, 2, 5, 10, 20, 50 und 100 mil eingeführt. Die 1 und 2 Mil wurden in Bronze geschlagen, während die 5, 10 und 20 Mil gelochte Cupro-Nickel-Münzen waren, außer während des Zweiten Weltkriegs, als sie ebenfalls in Bronze geprägt wurden. Die Münze von 10 Mil wurde auch als Grusch (hebräisch גְרוּשׁ Grūš, türkisch Kuruş) bezeichnet. Die 50- und 100-Mil-Münzen wurden in .720 Silber geschlagen.
Die letzten Münzen wurden 1946 in Umlauf gebracht. Alle auf das Jahr 1947 datierten Münzen wurden eingeschmolzen.
| Abbildung | Wert     | Durchmesser in mm | Masse in Gramm | Prägejahre                                                 |
| --------- | -------- | ----------------- | -------------- | ---------------------------------------------------------- |
|           | 1 mil    | 21                | 3,23           | 1927, 1935, 1937, 1939, 1940, 1941, 1942, 1943, 1944, 1946 |
|           | 2 mils   | 28                | 7,77           | 1927, 1941, 1942, 1945, 1946                               |
|           | 5 mils   | 20                | 2,91           | 1927, 1934, 1935, 1939, 1941, 1946                         |
|           | 5 mils   | 20                | 2,9            | 1942, 1944                                                 |
|           | 10 mils  | 27                | 6,47           | 1927, 1933, 1934, 1935, 1937, 1939, 1940, 1941, 1942, 1946 |
|           | 10 mils  | 27                | 6,47           | 1942, 1943                                                 |
|           | 20 mils  | 30,5              | 11,33          | 1927, 1933, 1934, 1935, 1940, 1941                         |
|           | 20 mils  | 30,5              | 11,3           | 1942, 1944                                                 |
|           | 50 mils  | 23,5              | 5,83           | 1927, 1931, 1933, 1934, 1935, 1939, 1940, 1942, 1943       |
|           | 100 mils | 29                | 11,66          | 1927, 1931, 1933, 1934, 1935, 1939, 1940, 1942, 1943       |

| Abbildung | Wert      | Durchmesser in mm | Masse in Gramm | Prägejahre |
| --------- | --------- | ----------------- | -------------- | ---------- |
|           | 1 pruta   | 21                | 1,3            | 1949       |
|           | 5 pruta   | 20                | 3,2            | 1949       |
|           | 10 pruta  | 27                | 6,1            | 1949       |
|           | 25 mils   | 30                | 3,8            | 1948, 1949 |
|           | 25 pruta  | 19,5              | 2,8            | 1949       |
|           | 50 pruta  | 23,5              | 5,69           | 1949       |
|           | 100 pruta | 28,5              | 11,3           | 1949       |
|           | 250 pruta | 32,2              | 14,1           | 1949       |

## Banknoten
| Abbildung | Wert       | Maße            |
| --------- | ---------- | --------------- |
|           | 500 mils   | 127 mm × 76 mm  |
|           | 1 pound    | 166 mm × 89 mm  |
|           | 5 pounds   | 192 mm × 103 mm |
|           | 10 pounds  | 192 mm × 103 mm |
|           | 50 pounds  | 192 mm × 103 mm |
|           | 100 pounds | 192 mm × 103 mm |

| Abbildung | Wert      | Maße           |
| --------- | --------- | -------------- |
|           | 500 mils  | 148 mm × 72 mm |
|           | 1 pound   | 100 mm × 75 mm |
|           | 5 pounds  | 105 mm × 68 mm |
|           | 10 pounds | 150 mm × 80 mm |
|           | 50 pounds | 159 mm × 84 mm |